# سواونگکوویتسه (استان سلیزیا سفلی)
سواونگکوویتسه (به لهستانی:  Sławnikowice) یک روستا در لهستان است که در گمینا زگوژلتس واقع شده‌است. سواونگکوویتسه ۳۴۴ نفر جمعیت دارد.